# آنتونیا مورئیرا
آنتونیا مورئیرا د فاتیما (پرتغالی: Antónia Moreira de Fátima؛ زادهٔ ۲۶ آوریل ۱۹۸۲ در لوآندا) جودوکا زن اهل آنگولا است که در وزن +۷۰ کیلوگرم در بازی‌های المپیک تابستانی ۲۰۰۴ به رقابت پرداخت. وی در مسابقات کشوری و بین‌المللی در مجموع برندهٔ ۱ مدال طلا، ۱ مدال نقره، ۱ مدال برنز شده است.